# Oakland (Maryland)
Oakland település az Amerikai Egyesült Államok Maryland államában, Garrett megyében, melynek megyeszékhelye is. Lakosainak száma 1851 fő (2020. április 1.).

## Népesség
A település népességének változása:
| Lakosok száma | 1925 | 1873 | 1851 |
|               | 2010 | 2016 | 2020 |